# Porte de la Muette
La porte de la Muette est une porte de Paris, en France, située dans le 16e arrondissement, à l'orée du bois de Boulogne.

## Situation et accès
La porte de la Muette est située à 500 m au nord de la porte de Passy et 900 m au sud de la porte Dauphine, à la jonction du boulevard Suchet et du boulevard Lannes au niveau de la place de Colombie dans le prolongement de l’avenue Henri-Martin.
La porte de la Muette constitue un accès au bois de Boulogne, dans le prolongement du jardin du Ranelagh, et constitue l'une des portes les plus vertes de la capitale[réf. nécessaire]. Une fois par an, la vaste pelouse sur laquelle s'ouvre la porte en direction du bois accueille une célèbre fête foraine : la Fête au bois (autrefois appelée « la fête à Neu-Neu »).
Le secteur fait figure, depuis l'installation de l'OCDE, en 1948, de quartier diplomatique. L'organisation occupe en effet le nouveau château de la Muette et son parc ainsi que plusieurs autres immeubles aux abords directs du château. Cela se traduit par l'organisation régulière de sommets et de réunions ainsi qu'une importante présence policière.
À proximité de la porte de la Muette se trouve également le musée Marmottan Monet.
La porte de la Muette constitue un accès important aux voies du périphérique à l'ouest de Paris.
Elle est desservie à proximité par la ligne de métro 9 à la station Rue de la Pompe et la ligne C du RER à la gare de l'avenue Henri Martin.

## Origine du nom
L'origine du nom « Muette » est controversée. Il peut faire référence à la mue des cerfs ou à celle des faucons, ou bien désigner une meute de chiens dans une ancienne orthographe.

## Bâtiments remarquables et lieux de mémoire
- Immeubles Walter
- Place de Colombie
- Square Alexandre-Ier-de-Yougoslavie
- Chemin de Ceinture-du-Lac-Inférieur